# Megaphonia
Megaphonia is een geslacht van kevers uit de familie bladsprietkevers (Scarabaeidae). Het geslacht werd voor het eerst wetenschappelijk beschreven in 1933 door Schürhoff.

## Soorten
- Megaphonia adolphinae (Lansberge, 1880)
- Megaphonia beccarii (Gestro, 1874)
- Megaphonia bonnardimilleigue Delpont, 2009
- Megaphonia knirschi Schürhoff, 1933
- Megaphonia pratti (Janson, 1905)